# Pysznica (gmina)
Pysznica – gmina wiejska w województwie podkarpackim, w powiecie stalowowolskim. W latach 1975–1998 gmina położona była w województwie tarnobrzeskim.
Siedziba gminy to Pysznica.
Według danych z 31 grudnia 2020 gminę zamieszkiwało 11 335 osób.

## Struktura powierzchni
Według danych z roku 2002 gmina Pysznica ma obszar 147,82 km², w tym:
- użytki rolne: 34%
- użytki leśne: 59%

Gmina stanowi 17,75% powierzchni powiatu.

## Demografia

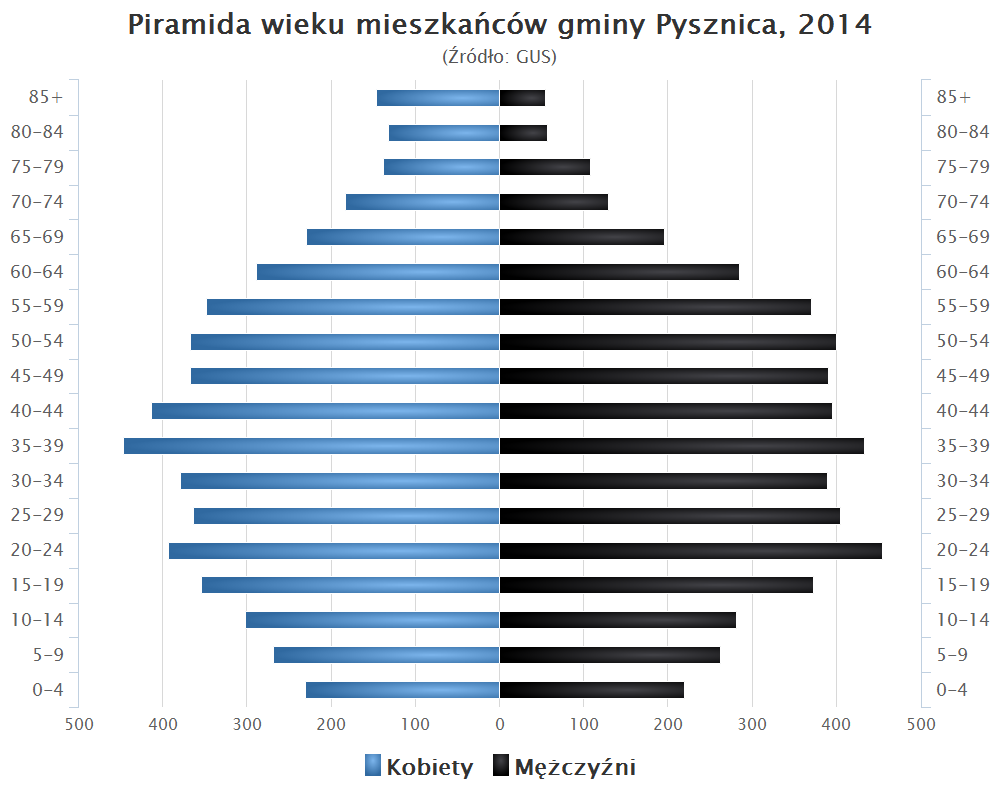
Piramida wieku mieszkańców gminy Pysznica w 2014 roku

Liczba ludności (dane z 31 grudnia 2020):
|        | Ogółem | Ogółem | Kobiety | Kobiety | Mężczyźni | Mężczyźni |
| osób   | %      | osób   | %       | osób    | %         |           |
| ------ | ------ | ------ | ------- | ------- | --------- | --------- |
| Ogółem | 11 335 | 100    | 5768    | 50,89   | 5567      | 49,11     |
| Miasto | 0      | 0      | 0       | 0       | 0         | 0         |
| Wieś   | 11 335 | 100    | 5768    | 50,89   | 5567      | 49,11     |

▶Wieś vs ▶miasto
Ogółem (▶k, ▶m)
Wieś (▶k, ▶m)

## Sołectwa
Bąków, Brandwica, Chłopska Wola, Jastkowice, Kłyżów, Krzaki-Słomiana, Olszowiec, Pysznica, Studzieniec, Sudoły.

## Sąsiednie gminy
Janów Lubelski, Jarocin, Modliborzyce, Nisko, Potok Wielki, Radomyśl nad Sanem, Stalowa Wola, Ulanów, Zaklików.

## Główne instytucje
- Urząd Gminy Pysznica
- Poczta Polska (w Pysznica i Jastkowice)
- Biblioteka (w Pysznicy z filiami w Kłyżowie i Jastkowicach)
- Zespół Obsługi Szkół i Przedszkoli (w Pysznicy)
- Dom Kultury ( z filią w Jatkowicach)
- Ośrodek Pomocy Społecznej (w Pysznicy)
- Ośrodek zdrowia (w Pysznicy i Jastkowicach)
- Ochotnicza Straż Pożarna (w Pysznicy, Jastkowicach, Kłyżowie oraz Studzieńcu)
- Posterunek Policji (w Pysznicy)

## Oświata
Na terenie gminy działalność dydaktyczną prowadzą:

### Szkoła podstawowa
- Publiczna Szkoła Podstawowa im. Jana Pawła II w Pysznicy
- Publiczna Szkoła Podstawowa im. Armii Krajowej w Jastkowicach
- Publiczna Szkoła Podstawowa im. Kardynała Stefana Wyszyńskiego w Kłyżowie
- Publiczna Szkoła Podstawowa im. Orła Białego w Krzakach

### Przedszkole
- Przedszkole w Pysznicy

## Sport i rekreacja
Lista klubów sportowych działających na terenie gminy Pysznica:
- Ludowy Zespół Sportowy "Olimpia Pysznica"
- Gminna Akademia Piłkarska Talent w Pysznicy
- Ludowy Zespół Sportowy "Bukowa" Jastkowice
- Ludowy Zespół Sportowy "SAN" Kłyżów
- Ludowy Zespół Sportowy "Herosi" Krzaki-Słomiana

### Obiekty sportowe
| Pysznica | Jastkowice | Kłyżów                                                                |
| --- | --- | --------------------------------------------------------------------- |
| - Gminne Centrum Sportowo-Rekreacyjne i Kulturalne. - Boisko sportowe LZS “Olimpia” Pysznica. - Boisko wielofunkcyjne przy PSP. | - Kompleks sportowy “Orlik”. - Boisko sportowe LZS “Bukowa” Jastkowice. - Kompleks sportowo-rekreacyjny przy Zespole Szkół. - Ścieżka rowerowa Jastkowice-Lipowiec-Jastkowice | - Boisko wielofunkcyjne przy PSP. - Boisko sportowe GZS “San” Kłyżów. |